# Заповідне урочище «Дубове насадження»
Заповідне урочище «Дубове насадження» — колишня територія природно-заповідного фонду, була оголошена Рішенням Миколаївського облвиконкому від 26.12.1978 року № 525, на землях Вознесенського району Миколаївської області (станція Мартинівська).

## Характеристика
Площа — 5 га.

## Скасування
Рішенням Миколаївської обласної ради народних депутатів від 12.03.1993 року № 11 « Про природно-заповідний фонд Миколаївської області» заповідне урочище було скасоване. Причина скасування у рішенні не зазначена..